# Śmiertelność
Śmiertelność – termin występujący w ekologii, demografii i epidemiologii oznaczający zarówno zjawisko (przeciwieństwo nieśmiertelności), jak i częstość występowania tego zjawiska na określonym obszarze w określonym przedziale czasowym. Związana jest z nim miara zwana wskaźnikiem (współczynnikiem lub indeksem) śmiertelności (ang. mortality rate, death rate, fatality rate). Jest jednym z czterech podstawowych czynników decydujących o dynamice liczebności populacji obok rozrodczości, imigracji i emigracji.

## Wskaźnik śmiertelności
Wskaźnik śmiertelności jest to częstość zjawisk śmierci osobników określonej populacji zanotowana na określonym obszarze w określonym przedziale czasowym:
{\displaystyle s={\frac {S}{N}},}
gdzie N jest liczebnością populacji na początku wyznaczonego przedziału czasowego, S liczbą osobników zmarłych stwierdzoną w określonym czasie spośród tych, które żyły w chwili {\displaystyle t.} W ekologii często operuje się wskaźnikiem przeżywalności równym {\displaystyle 1-s}.
W badaniach wielu dzikich populacji wyliczanie tego wskaźnika napotyka na szereg trudności z racji trudności w ustaleniu liczebności populacji oraz wyznaczeniu wszystkich zjawisk śmierci jakie miały miejsce w danym czasie. W ekologii śmiertelność mierzy się bezpośrednio lub pośrednio. Metoda bezpośrednia polega to na wyznakowaniu pewnej liczby osobników w określonym czasie i sprawdzeniu ile z nich dożywa do końca wyznaczonego okresu badawczego. Wskaźnik śmiertelności szacuje się wtedy na podstawie wzoru:
{\displaystyle s={\frac {N_{t}-N_{t+\Delta }}{N_{t}}},}
gdzie {\displaystyle N_{t}} jest liczbą wyznakowanych osobników w chwili {\displaystyle t,} {\displaystyle N_{t+\Delta }} liczba wyznakowanych osobników, które dożyły do czasu {\displaystyle t+\Delta .} Metoda pośrednia może być wyznaczana wtedy, gdy możliwe jest rozróżnienie osobników należących do różnych grup wiekowych. Jeżeli w danym czasie określi się liczebność osobników w wieku {\displaystyle w} i w wieku {\displaystyle w+\Delta } to wskaźnik śmiertelności osobników w wieku {\displaystyle w} jest równy:
{\displaystyle s_{w}={\frac {N_{w+\Delta }}{N_{w}}},}
gdzie {\displaystyle N_{w}} jest stwierdzoną liczebnością osobników w wieku {\displaystyle w,} a {\displaystyle N_{w+\Delta }} liczebnością osobników w wieku {\displaystyle w+\Delta .} Utożsamianie wskaźnika {\displaystyle s_{w}} ze wskaźnikiem śmiertelności jest możliwe tylko wtedy gdy nie zależy on istotnie od wieku osobników i dla różnych grup wiekowych daje zbliżone wartości. Stosowany jest on w odniesieniu do wielu populacji ryb.
Wskaźnik śmiertelności istotnie zależy od długości przedziału czasowego w jakim zlicza się zjawiska śmierci. Jeżeli założy się, że nie ulega on zmianie w czasie i w przedziałach {\displaystyle [t,t+\Delta ],[t+\Delta ,t+2\Delta ],\dots ,[t+(k-1)\Delta ,t+k\Delta ]} wynosił {\displaystyle s_{\Delta }} to wskaźnik śmiertelności w przedziale czasowym {\displaystyle [t,t+k\Delta ]} będzie równy:
{\displaystyle s_{k\Delta }=1-(1-s_{\Delta })^{k}}.
Jeżeli zatem wyznaczono wskaźnik śmiertelności {\displaystyle s_{d}} w okresie {\displaystyle d} jednostek czasowych i standaryzuje się jego wartość tak by pokazywała śmiertelność w jednostce czasu to należy użyć wzoru:
{\displaystyle s=1-{\sqrt[{d}]{1-s_{d}}}.}
Wychodząc z tego wzoru, można wyliczyć granicę {\displaystyle \lim _{\Delta \rightarrow 0}{\frac {s_{\Delta }}{\Delta }},} gdy w przedziale czasowym {\displaystyle [t_{1},t_{2}]} obliczony doświadczalnie wskaźnik śmiertelności wynosił {\displaystyle s} i zakładamy, że przy podziale odcinka {\displaystyle [t_{1},t_{2}]} na d małych odcinków wskaźniki śmiertelności w tych małych odcinkach są równe. W ten sposób powstaje punktowy wskaźnik śmiertelności [ang. instantaneous mortality rate] zwany także chwilowym współczynnikiem śmiertelności. Jest on równy:
{\displaystyle s_{0}=-\ln(s).}
Wielkość ta należy do mianowanych i wylicza się ją w jednostkach {\displaystyle {\frac {1}{j.czasu}}} gdzie jednostka czasu jest taka, w jakiej wyliczono długość przedziału {\displaystyle [t_{1},t_{2}].} Jest wygodna w obliczeniach ze względu na swoją addytywność. Pozwala ona na porównanie śmiertelności różnych populacji bądź tej samej populacji w różnych sezonach.

## Śmiertelność ekologiczna i minimalna
W ekologii populacji wyróżnia się śmiertelność ekologiczną, czyli faktycznie istniejącą w populacji w rzeczywistym siedlisku, zajmowanym również przez inne gatunki, np. przez populacje tworzące biocenozę (zob. oddziaływania międzygatunkowe) lub śmiertelność minimalną, która miałaby miejsce, gdyby populacja żyła w optymalnych warunkach.

## Śmiertelność w epidemiologii
W epidemiologii śmiertelność definiuje się jako iloraz liczby zgonów spowodowanych daną chorobą i liczby chorych na tę chorobę.
Niektóre czynniki chorobotwórcze według śmiertelności w 2016 roku w milionach (w nawiasie podano wskaźnik DALY w milionach lat):
- wszystkie poniższe – 32,8 (1080)
  - czynniki środowiskowe i czynniki w miejscu pracy – 9,3 (312)
    - skażona woda i brak higieny osobistej – 2,2 (76)
    - zatrute powietrze – 6,1 (163)
    - ekspozycja na radon i ołów – 0,5 (15)
    - czynniki w miejscu pracy (zobacz: choroby zawodowe) – 1,4 (76)

  - czynniki behawioralne – 22,3 (781)
    - niedożywienie dzieci i matek – 4,3 (275)
    - dym papierosowy – 6,9 (177)
    - alkohol i narkotyki – 3 (131)
    - niezdrowa dieta – 9,3 (229)
    - molestowanie i przemoc seksualna – 0,1 (8)
    - niebezpieczny seks – 1,8 (55)
    - zbyt niska aktywność fizyczna – 1,2 (24)

  - czynniki metaboliczne – 14,8 (402)

W porównaniu z 2006 rokiem liczba zgonów z powyższych przyczyn wzrosła o 2,9% (wskaźnik DALY spadł o 8,6%). Największy procentowy wzrost liczby zgonów zanotowano w kategorii „zbyt niska aktywność fizyczna” (o 18%), a największy spadek w kategorii „molestowanie i przemoc seksualna” (spadek o 51%).
Choroby według liczby chorych ludzi w 2016 roku w milionach (w nawiasie podano wskaźnik YLD w milionach lat oraz liczbę zgonów w milionach):
- wszystkie przyczyny – 7123 (805; 54,7)
  - infekcje, choroby matek i noworodków i choroby związane z odżywianiem – 4943 (101; 10,6)
    - AIDS i gruźlica – 2051 (7; 2,2)
    - powszechne infekcje – 435 (21; 4,8)
    - malaria i zaniedbane choroby tropikalne – 1822 (14; 0,8)
    - choroby matek – 9 (1; 0,2)
    - choroby noworodków – 80 (14; 1,7)
    - niedożywienie – 1673 (41; 0,4)
    - inne – 1728 (4; 0,3)

  - choroby niezakaźne – 6682 (649; 39,5)
    - nowotwory – 43 (5; 8,9)
    - choroby układu krążenia – 469 (33; 17,6)
    - przewlekłe choroby układu oddechowego – 571 (31; 3,5)
    - przewlekłe choroby wątroby – 46 (2; 1,3)
    - choroby trawienne – 262 (7; 1,1)
    - choroby neurologiczne – 2596 (69; 2,8)
    - choroby psychiczne i uzależnienia – 1111 (150; 0,3)
    - cukrzyca, choroby układu moczowego, krwi i endokrynne – 2927 (62; 3,2)
    - bóle mięśniowo-szkieletowe – 1271 (138; 0,1)
    - inne (wady wrodzone, choroby skóry, choroby narządów zmysłu, choroby jamy ustnej) – 5292 (150; 0,6)

  - urazy – 1493 (55; 4,6)
    - urazy w wypadkach komunikacyjnych – 241 (12; 1,4)
    - niezamierzone urazy – 1128 (38; 1,8)
    - autoagresja i przemoc – 230 (4; 1,2)
    - katastrofy naturalne i wojny – 54 (1; 0,2)

  - niepełnosprawność – wiele miliardów ludzi (nieznany; 0)